# 하근찬 (방송인)
하근찬(1962년 4월 25일 ~ )은 대한민국의 CBS 방송기자다. CBS 논설실장을 거쳐 현재 CBS M&C 대표로 있다.

## 학력
- 춘천 중앙초-강원중-춘천고-강원대 경영학과-강원대 언론정보학 석사

## 경력
1989년 강원일보사 신문기자로 언론인 생활을 시작했다.
1992년 강원일보 노동조합 설립을 위해 싸우던 다수의 기자들이 사표를 내고 만든 강원도민일보사 창간멤버로 활동했다.
1995년 CBS의 전국 6번째 본부인 CBS춘천방송본부 개국에 참여했으며 보도국 기자-국장-본사 사회부-문체부장-노컷뉴스부장-뉴스제작부장을 역임했다.
뉴스 앵커로 발탁돼 ‘CBS저녁종합뉴스’,‘하근찬의 아침뉴스’등을 5년간 진행, 2014년 9월 제41회 한국방송대상 앵커상을 수상했다.
2021년 자회사인 CBSi 대표이사를 2년간 지냈으며 강원방송본부장-CBS논설위원-논설실장을 역임했다.
현재는 CBS Media Cast 대표로 있다.